# 焦溪村
焦溪村是隶属于中国江苏省常州市天宁区郑陆镇下辖的一个村。
2014年2月19日，常州市武进区郑陆镇焦溪村公布为第六批中国历史文化名村。
2014年11月25日，常州市武进区郑陆镇焦溪村公布为第三批中国传统村落。